# Балма (Бјела)
Балма (итал. Balma) је насеље у Италији у округу Бијела, региону Пијемонт.
Према процени из 2011. у насељу је живело 37 становника. Насеље се налази на надморској висини од 695 м.